# Benediktinerinnenkloster Rambervillers

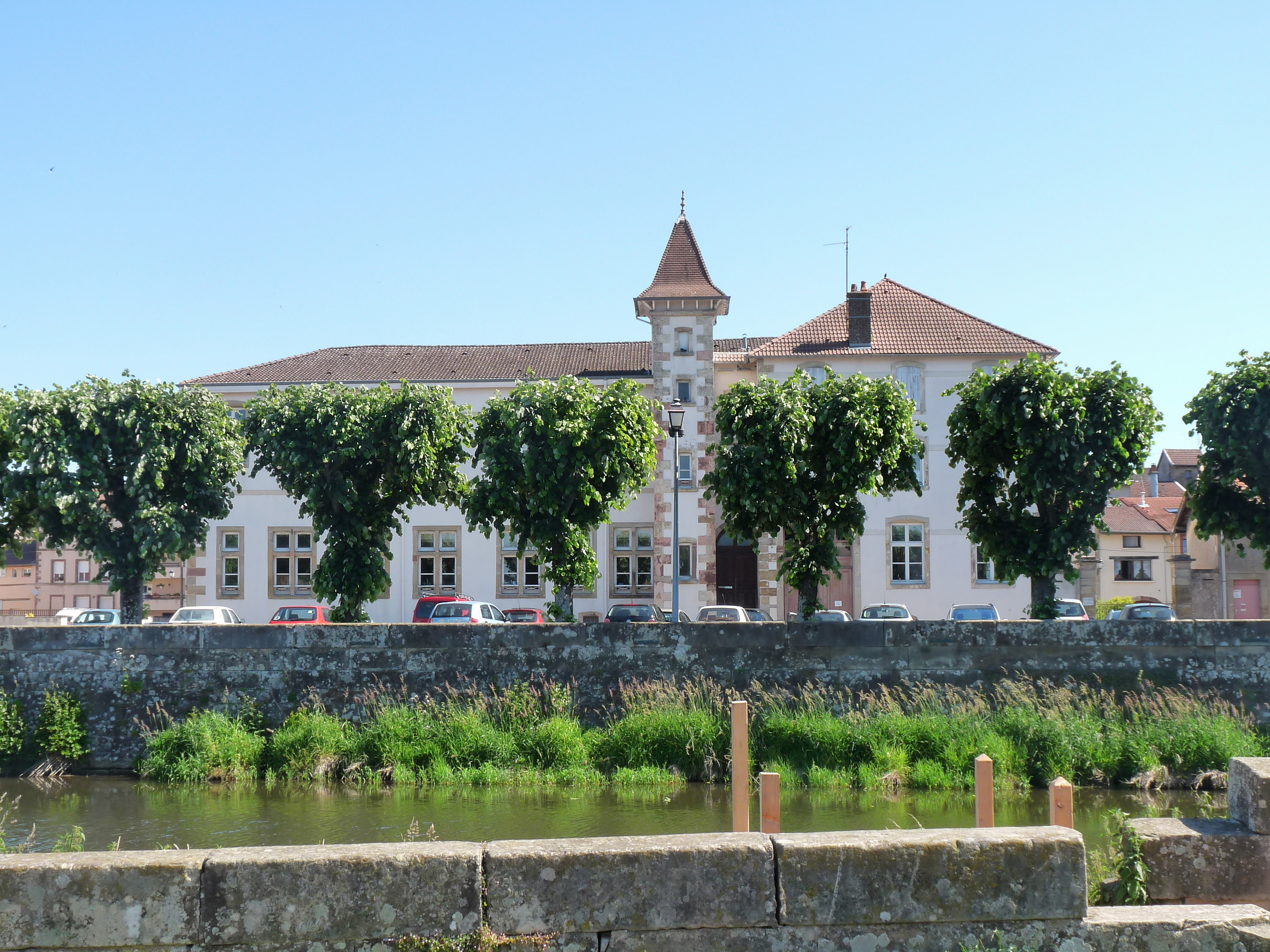
Ehemaliges Benediktinerinnenkloster Rambervillers, heute École du Centre

Das Benediktinerinnenkloster Rambervillers war von 1666 bis 1792 ein Priorat der Benediktinerinnen vom Heiligsten Sakrament in Rambervillers im Département Vosges (Bistum Toul) in Frankreich.

## Geschichte
Um 1600 wurde in Rambervillers (nordöstlich Épinal) ein Benediktinerinnenkloster gegründet, das eine Schule eröffnete. Mechtilde de Bar, die in Saint-Dié-des-Vosges geboren und in Bruyères Nonne geworden war, trat in das Kloster über und legte 1640 die Profess ab. Wegen der Kriegsunruhen in der Gegend musste der Konvent vorübergehend fliehen. Mechtilde verschlug es nach Paris, wo sie 1653 die Kongregation der Benediktinerinnen vom Heiligsten Sakrament gründete. Von dem ersten Kloster der Kongregation, das ab 1659 in der Rue Cassette beheimatet war, gingen weitere Gründungen aus bzw. andere bestehende Klöster schlossen sich der Kongregation an. So auch im Jahre 1666 das Kloster Notre-Dame de la Conception (Maria Empfängnis) in Rambervillers. Nach Auflösung des Klosters 1792 durch die Französische Revolution wurde das 1629 errichtete Gebäude Ecole du Centre von der Gemeinde erworben und beherbergt heute die Mediathek.

### Saint-Nicolas-de-Port
1812 taten sich die überlebenden Nonnen mit denen der Klöster Toul und Nancy zusammen und begannen in dem leerstehenden Kloster der Augustiner-Chorfrauen in Saint-Nicolas-de-Port ein neues Klosterleben.

### Ortsgeschichte
- André Boucher: Sous les cendres du passé de Rambervillers. Mirecourt 1959.
- Alban Fournier: Rambervillers. Notice historique. Res Universis, Paris 1993 (zuerst 1875 und 1897)
- Robert Poupart: À travers l’histoire de Rambervillers. Rambervillers 1981.
- Regard sur le passé de Rambervillers et ses environs. Rambervillers 1996.